# HADHB
HADHB (англ. Hydroxyacyl-CoA dehydrogenase/3-ketoacyl-CoA thiolase/enoyl-CoA hydratase (trifunctional protein), beta subunit) – білок, який кодується однойменним геном, розташованим у людей на короткому плечі 2-ї хромосоми.  Довжина поліпептидного ланцюга білка становить 474 амінокислот, а молекулярна маса — 51 294.
| 10         |  | 20         |  | 30         |  | 40         |  | 50         |
| ---------- |  | ---------- |  | ---------- |  | ---------- |  | ---------- |
| MTILTYPFKN |  | LPTASKWALR |  | FSIRPLSCSS |  | QLRAAPAVQT |  | KTKKTLAKPN |
| IRNVVVVDGV |  | RTPFLLSGTS |  | YKDLMPHDLA |  | RAALTGLLHR |  | TSVPKEVVDY |
| IIFGTVIQEV |  | KTSNVAREAA |  | LGAGFSDKTP |  | AHTVTMACIS |  | ANQAMTTGVG |
| LIASGQCDVI |  | VAGGVELMSD |  | VPIRHSRKMR |  | KLMLDLNKAK |  | SMGQRLSLIS |
| KFRFNFLAPE |  | LPAVSEFSTS |  | ETMGHSADRL |  | AAAFAVSRLE |  | QDEYALRSHS |
| LAKKAQDEGL |  | LSDVVPFKVP |  | GKDTVTKDNG |  | IRPSSLEQMA |  | KLKPAFIKPY |
| GTVTAANSSF |  | LTDGASAMLI |  | MAEEKALAMG |  | YKPKAYLRDF |  | MYVSQDPKDQ |
| LLLGPTYATP |  | KVLEKAGLTM |  | NDIDAFEFHE |  | AFSGQILANF |  | KAMDSDWFAE |
| NYMGRKTKVG |  | LPPLEKFNNW |  | GGSLSLGHPF |  | GATGCRLVMA |  | AANRLRKEGG |
| QYGLVAACAA |  | GGQGHAMIVE |  | AYPK       |  |            |  |            |

A: Аланін

C: Цистеїн

D: Аспарагінова кислота

E: Глутамінова кислота

F: Фенілаланін

G: Гліцин

H: Гістидин

I: Ізолейцин

K: Лізин

L: Лейцин

M: Метіонін

N: Аспарагін

P: Пролін

Q: Глутамін

R: Аргінін

S: Серин

T: Треонін

V: Валін

W: Триптофан

Кодований геном білок за функціями належить до трансфераз, ацилтрансфераз. 
Задіяний у таких біологічних процесах як метаболізм жирних кислот, метаболізм ліпідів. 
Локалізований у мембрані, мітохондрії, внутрішній мембрані мітохондрії, ендоплазматичному ретикулумі, зовнішній мембрані мітохондрій.